# Drapeau de Malte
L'État de Malte possède plusieurs drapeaux, pavillons ou fanions officiels : le drapeau national, celui du président de la république, les fanions du commandant des forces armées ou de la police, le pavillon de la marine marchande.

## Drapeau national
Le drapeau de Malte est officiellement adopté en même temps que la constitution maltaise le 21 septembre 1964, jour de l'indépendance. La Constitution maltaise prévoit que le drapeau national de Malte consiste en deux bandes verticales d'égale largeur (blanc à la hampe et rouge au vent), avec une représentation de la George Cross, bordé de rouge, dans le canton supérieur gauche de la bande blanche,. La largeur du drapeau est 1,5 fois sa hauteur, la croix s'inscrit dans un carré de côté égal au 5/18 de la hauteur du drapeau centré au 1/8 de la largeur du drapeau.

### Historique

Bannière de l'Ordre

Il n'est pas établi que l'île de Malte sous occupation arabe, des Normands, des Siciliens ou des Habsbourg dispose d'un quelconque signe distinctif, bannière, gonfanon, étendard, oriflamme, pavillon ou drapeau. La première preuve historique d'un signe distinctif pour l'archipel maltais est liée à l'arrivée des Hospitaliers de l'ordre de Saint-Jean de Jérusalem dans les îles en 1530. Après la perte de l'île de Rhodes par l'Ordre, celui-ci devient souverain de l'archipel comme prince de Malte par la volonté de Charles Quint. L'ordre de Saint-Jean de Jérusalem serait d'ailleurs la première entité à disposer officiellement d'une bannière « de gueules à la croix latine d'argent » (rouge à croix blanche), proposée par le supérieur de l'ordre Raymond du Puy, et reconnue par le pape Innocent II dès 1130, sauf à ce que l'étendard remis par le pape Alexandre II à Guillaume le Conquérant en 1066 pour la conquête normande de l'Angleterre soit confirmé par des recherches modernes. C'est donc tout naturellement que les couleurs rouge et blanche soient devenues les couleurs du drapeau national.

Drapeau de la République française

En 1798, L'archipel maltais est occupé par les troupes de la République française, et Bonaparte fait flotter le drapeau tricolore sur l'île. Face à cette occupation, les Maltais cherchent un appui auprès du roi de Naples et de l'ennemi du moment des Français, l'Angleterre. Celle-ci dépêche le capitaine Alexander Ball à la tête d'une flotte de blocus. Les Français sont bloqués par terre par les Maltais et par mer par les Anglais. Le 5 septembre 1800, la garnison française fait reddition au capitaine Ball alors nommé gouverneur de l'archipel au nom de sa majesté le roi des Deux-Siciles. À la signature de la paix entre la France et le royaume de Naples, le 28 mars 1801, l'Angleterre trouve de bonnes raisons de s'incruster à Malte. Malgré l'article 10 du traité d'Amiens du 25 mars 1802, l'ordre des Hospitaliers de Saint-Jean de Jérusalem ne revint jamais en possession de l'archipel.

Drapeau du Royaume-Uni

C'est l'article 7 du traité de Paris du 30 mai 1814 qui clôt définitivement le sort de l'île : « l'île de Malte et ses dépendances appartiendront, en toute propriété et souveraineté, à sa Majesté Britannique ». Déjà en 1807, à la mort de l'évêque de Malte Labini, son successeur accepte que les armoiries de la Grande-Bretagne soit placées sur l'ancien trône du grand maître dans la cocathédrale Saint-Jean de La Valette. Mais ce n'est qu'en 1814, que Malte arbore son nouveau drapeau. C'est celui de sa puissance souveraine l'Union Jack tout nouvellement créé puisqu'il date du 1er janvier 1801 lors de l'union de l'Irlande à la Grande-Bretagne pour former le Royaume-Uni. Le drapeau du Royaume-Uni est lui-même symbolique de l'union des drapeaux de l'Angleterre, de l'Écosse et de l'Irlande. Il porte de nom de Jack (pavillon) car il a les proportions des pavillons britanniques ; la largeur est égale à deux fois la hauteur.

Drapeau national de Malte

En reconnaissance de la conduite, des épreuves et de la loyauté du peuple maltais pendant la Seconde Guerre mondiale, le gouvernement britannique octroie à sa colonie une nouvelle constitution lui accordant le statut de self-government en 1947 mais qui ne sera effective qu'à partir de 1950. Ce statut est intermédiaire entre celui de territoire impérial et celui de membre du Commonwealth, les différents partis politiques maltais n'étant pas d'accord sur le statut souhaitable pour leur île. Si les conservateurs se contentent du statut de self-government, les travaillistes de Dom Mintoff veulent l'intégration pure et simple de l'île dans le Royaume-Uni. Quant aux nationalistes de Giorgio Borg Olivier, ils veulent l'indépendance complète de l'archipel. C'est finalement les nationalistes qui, ayant obtenu le soutien de l'Église de Malte, forcent le gouvernement britannique à des négociations qui aboutissent le 21 septembre 1964 à l'indépendance. Avec l'adoption de la nouvelle constitution, Malte se dote du nouveau drapeau qu'on lui connaît aujourd'hui.

### Représentation

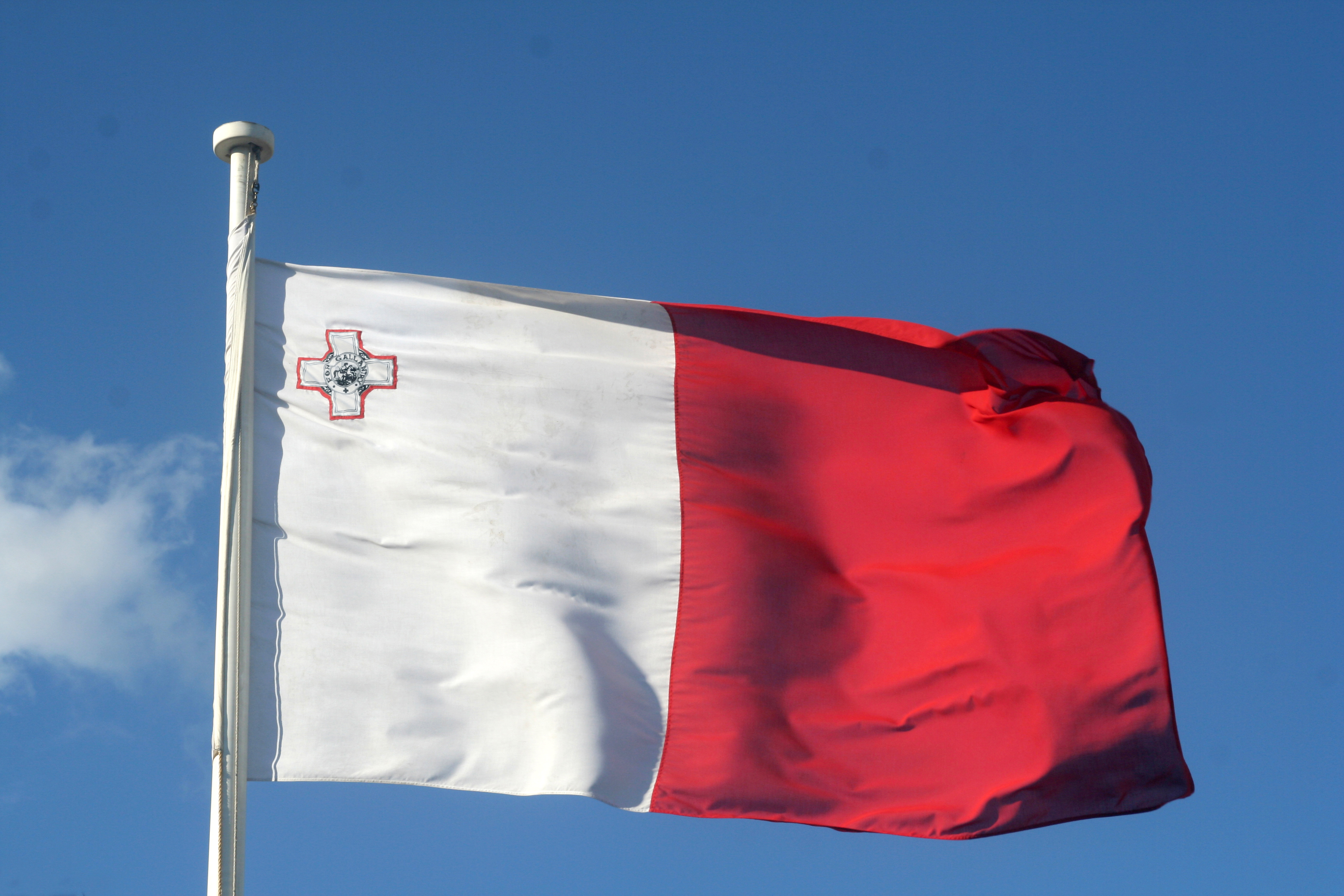
Drapeau de Malte

Les couleurs utilisées pour le drapeau national de Malte sont le blanc et le rouge pour le fond et le blanc, le noir et le rouge pour la croix de George. La couleur rouge est définie dans les différents systèmes colorimétriques :
- couleur Pantone : 186c
- système quadrichromie : C0 - M91 - Y76 - K6
- système RVB : R207 - G20 - B43 (# CF142B)
- système Web hex : CC0000
- couleurs d'imprimerie : 50 % rubine red + 50 % warm red.

Le drapeau national ne peut être représenté en noir et blanc qu'à la condition qu'aucun autre drapeau soit en couleurs. La couleur rouge est alors représentée selon la représentation monochrome héraldique de la couleur « gueules » par des lignes verticales espacées de 1/50 de la hauteur du drapeau.

### Règles protocolaires
Sur le territoire de la République de Malte, le drapeau national doit toujours être à l'honneur sauf quand le président de la république de Malte se déplace dans un véhicule, terrestre, maritime ou aérien, avec une personnalité de son rang, le drapeau du chef d'État ou de gouvernement invité peut prendre la place d'honneur par courtoisie.
La coutume veut que le drapeau de Malte ne flotte qu'entre le lever et le coucher du soleil. Il peut dans certaines circonstances flotter de nuit mais dans ce cas il doit être illuminé. Le drapeau doit être hissé rapidement jusqu'à la tête de mat et abaissé cérémonieusement. Le bureau du Premier ministre peut demander que les drapeaux nationaux soient hissés à mi-mat. Dans ce cas, il est hissé en tête de mat pour être redescendu cérémonieusement à mi-mat. Il sera remonté en tête de mat avant d'être complètement redescendu cérémonieusement. Des rubans de crêpe peuvent être attachés au-dessus du drapeau.
Dans un alignement de mats aucun drapeau ne doit être hissé à la droite du drapeau de Malte si l'on fait face à l'alignement. Le drapeau de Malte doit être hissé en premier et descendu en dernier. Aucun autre drapeau ne peut avoir une taille supérieure au drapeau national.
La place d'honneur se décline de façon différente suivant les circonstances.

#### Bâtiment public
Le drapeau de Malte doit être hissé tous les jours, sauf si le temps l'interdit, sur, ou au plus près, de tous les bâtiments publics ainsi que sur les bâtiments scolaires les jours de cours et les jours fériés nationaux comme sur tous les bureaux de vote les jours d'élection.
Si le drapeau de Malte se trouve flotter avec un autre drapeau national, le drapeau de Malte doit se trouver sur la gauche, si l'on est face au bâtiment. S'il flotte avec plusieurs drapeaux nationaux, il se trouve toujours au centre du bouquet ou de l'éventail. Dans tous les cas les règles protocolaires internationales veulent que tous les drapeaux nationaux aient la même taille et soient disposés à la même hauteur ou sur des hampes de même longueur.
À l'intérieur d'un bâtiment, si le drapeau est disposé autrement que sur une hampe, sur un mur par exemple, il est disposé à plat, le guindant se trouve toujours à gauche pour un public qui lui fait face. Si le drapeau est suspendu verticalement, il doit flotter librement tenu par le guindant. Si le drapeau est disposé sur une hampe derrière un orateur il doit se trouver sur sa droite, donc à gauche pour le public qui lui fait face.

#### Revue et défilé
Lors d'une revue, si le drapeau de Malte est en présence d'un autre drapeau, le porteur du drapeau national doit se trouver sur la droite, donc à gauche pour le public qui lui fait face. S'il fait partie d'une ligne de drapeaux, le porteur du drapeau national se place au centre. Si les drapeaux sont disposés sur plusieurs lignes, le porteur du drapeau national se place au centre devant la première ligne.
Lors d'un défilé, si le drapeau de Malte défile avec un autre drapeau, le porteur du drapeau national se place sur la droite du défilé dans le sens de la marche. S'il fait partie d'un rang de drapeau, le porteur du drapeau national se place au centre du rang. Si les drapeaux sont placés sur plusieurs rangs, le porteur du drapeau national défile en tête devant les autres drapeaux.

#### Drapement
Le drapeau de Malte ne doit jamais être utilisé comme draperie de quelque façon que ce soit. Il ne doit jamais être tiré en arrière ou en l'air, ou encore former des plis, il doit toujours flotter ou tomber le long de sa hampe librement.
Le drapeau de Malte ne doit jamais être utilisé pour draper un monument ou une plaque commémorative lors d'une cérémonie de dévoilement ; il doit constituer un élément distinctif de la cérémonie. Le drapement du monument ou de la plaque doit se faire avec une étamine blanche et rouge dans des proportions autres que celles du drapeau national.
Le drapeau de Malte ne doit jamais draper un véhicule, il doit toujours flotter sur une hampe. Les ambassadeurs de Malte à l'étranger doivent se conformer aux coutumes du pays pour arborer le drapeau de Malte sur leur véhicule. Les ambassadeurs étrangers accrédités à Malte font flotter leur drapeau national sur le côté gauche de leur véhicule.
Si le drapeau de Malte est utilisé pour rendre un dernier hommage et recouvrir un cercueil, il doit être disposé de telle manière que la George Cross se trouve placée sur l'épaule gauche du défunt. Les plis du drapeau ne doivent pas toucher le sol. Le drapeau ne peut être descendu dans la tombe avec le cercueil.

#### Drapeau de Malte et drapeau de l'Union européenne
Une circulaire du cabinet du Premier Ministre demande qu'à partir du 16 avril 2004, en prévision de l'entrée de la République de Malte dans l'Union européenne le 1er mai 2004, le drapeau de l'Union européenne accompagne le drapeau de Malte partout où celui-ci est déployé à l'intérieur des bâtiments officiels. À l'extérieur des bâtiments officiels, seul le drapeau de Malte continue d'être exposé.
Les ministères et les départements ministériels doivent veiller à ce que le drapeau de Malte et le drapeau de l'Union européenne soient déployés dans le hall d'entrée du bâtiment ou dans son couloir principal. Les deux drapeaux doivent également figurer dans les bureaux des ministres, des secrétaires parlementaires, des secrétaires permanents, du commissaire de police et du commandant des Forces armées de Malte.
À chaque entrée dans la République de Malte, à chaque poste de douanes et, en particulier, à l'aéroport international de Malte, au port franc de Marsaxlokk et au port maritime de La Valette, le drapeau de Malte doit être accompagné, sur un mat à sa gauche, du drapeau de l'Union européenne. Ce dernier est de même taille et à même hauteur que le drapeau national.

### Respect du drapeau
Au cours d'une cérémonie de lever ou de descente du drapeau national, lors d'un défilé ou d'une revue en présence du drapeau de Malte, le public maltais doit faire face, les hommes se découvrir et les personnes en uniforme faire le salut militaire. Le public étranger devrait « être debout et porter attention » (stand to attention). Le comportement doit être le même lors du passage du drapeau national dans un convoi mobile.
La loi interdit à toute personne de diffamer publiquement le drapeau de Malte par ses paroles, ses gestes, ses écrits publiés ou non, par des images ou tous autres moyens visibles. Il est également interdit d'altérer ou de dénaturer de quelque manière que ce soit le drapeau de Malte.
La loi prévoit en outre qu'il n'est possible d'incorporer le drapeau de Malte dans toute conception que ce soit, à toute finalité que cela soit, sans l'autorisation écrite du Premier Ministre et sans dérogation d'aucune sorte aux conditions de cette autorisation.
Enfin, il ne peut être placé sur le drapeau de Malte ou partie de celui ou encore rattaché à lui, toutes marques, insignes, lettres, mots ou chiffres, de quelque conception, image, dessin ou de toute autre nature que ce soit, à l'exception d'une bordure ou d'une frange de couleur or.
Chaque fois que le drapeau de Malte est peint sur un véhicule, bateau ou avion, le guindant (côté blanc) doit être dirigé vers l'avant. Les avions militaires maltais doivent porter sur les ailes une cocarde composée de la George Cross, entourée d'un filet rouge, au centre d'un cercle blanc entouré d'un cercle rouge de diamètre double. S'ils portent les couleurs de Malte sur leur empennage, gouverne ou dérive, celle-ci est composées de deux bandes verticales d'égale largeur, blanche vers l'avant, rouge vers l'arrière avec la George Cross, entouré d'un filet rouge, dans le premier tiers haut de la bande blanche.

## Pavillon national
Le pavillon de Malte est un pavillon national car la marine maltaise utilise sur ses unités le drapeau national comme enseigne. Par contre l'État maltais dispose d'un pavillon marchand spécifique pour servir d'enseigne aux navires marchands, aux paquebots de croisière et yachts de plaisance.

### Historique

Premier pavillon colonial

Avec la dévolution de la souveraineté à la Grande-Bretagne, celle-ci ménage encore la population maltaise, représentée par le « Congrès national maltais » à qui elle avait accordé dès le 15 juin 1802 une « Déclaration des droits du peuple de Malte ». Ce premier pavillon reprend celui que l'ancien ordre de Saint-Jean de Jérusalem arborait sur sa flotte de guerre ; il est comme le drapeau de l'Ordre rouge à la croix blanche. L'Amirauté britannique le cantonne du tout nouveau drapeau de la Grande-Bretagne qui date de 1801. Sa proportion est celle traditionnelle des pavillons britanniques, sa largeur fait deux fois sa hauteur.

Pavillon colonial unifié

En 1865, l'Amirauté puis en 1869, le Colonial office décide d'uniformiser les pavillons des colonies britanniques. C'est le Blue Ensign qui est retenu ; bleu uni, du bleu de l'Union Jack, cantonné du drapeau de la Grande-Bretagne avec, pour différencier les colonies britanniques, dans un cercle blanc, le sceau utilisé par le gouverneur de cette colonie. La proportion est toujours d'une longueur pour deux hauteurs. Pour des raisons inconnues, le sceau public utilisé par le gouverneur de Malte à la forme d'un hexagone partagé verticalement en blanc et rouge surchargé d'une croix de Malte blanche, le tout entouré d'un « pain d'épice » d'or. Si l'on retrouve, en partie, une des composantes des armes des grands maîtres de l'ordre des Hospitaliers de Saint-Jean de Jérusalem, il n'est pas possible de retrouver la raison de l'encadrement en « pain d'épice » qui n'est rattaché à rien de l'histoire ou des traditions maltaises.

Quatrième pavillon colonial

En 1898, peut être parce que le gouverneur d'alors, le general Sir Arthur Lyon Fremantle, ou le très populaire secrétaire du gouvernement, le comte Gerald Strickland, décide de changer le sceau de la colonie, certains affirment sans preuve, que c'est pour rappeler le moins possible les anciens princes de l'île, les armes au pain d'épice sont remplacées par un écu partagé verticalement en blanc et rouge, liseré d'or. Le 27 mai 1921, à la suite du refus par le gouvernement britannique d'accorder le statut de dominion à la colonie de l'île de Malte, celui-ci promulgue une nouvelle constitution proposée par l'« Assemblée nationale du peuple maltais » accordant une certaine autonomie à l'île. En 1923, le 16 janvier, une lettre-circulaire du gouverneur, le Field-Marshall Herbert Viscount Plumer, indique que le cercle blanc qui entoure les armes de Malte disparait. Sa proportion est toujours d'une longueur égale à deux fois la hauteur.

Pavillon colonial à la George Cross.

Pendant la Seconde Guerre mondiale, Malte joue pour le Royaume-Uni et les forces alliées un rôle important en raison de sa proximité géographique avec l'Italie et les forces de l'Axe. L'île de Malte est surnommé pendant la guerre le porte-avions insubmersible de la mer Méditerranée. Tout comme Londres, l'île subit des bombardements intensifs de la part de l'aviation italienne puis allemande à partir de la Sicile. Le roi George VI reconnait le courage du peuple maltais et décerne à l'île, le 15 avril 1942, la George Cross. C'est en mémoire de cet honneur que les armes de Malte comportent, cantonnée sur fond bleu, la représentation de la George Cross. Le pavillon maltais prend en compte cette modification le 28 décembre 1943 et l'on retrouve, dans un cercle blanc, les armes simples de Malte à la George Cross. Avec l'indépendance, la distinction entre drapeau et pavillon disparait.

### Pavillon de beaupré

Pavillon de beaupré

La marine militaire maltaise arbore dans des circonstances de parade un jack (pavillon de beaupré). Ce pavillon de tradition est de forme carrée, sa largeur égale sa hauteur. Sur fond rouge (le rouge maltais) cantonné à tous les angles d'une croix de Malte blanche, il porte en son centre une George Cross dans un carré blanc de côté 1/2. Étant considéré comme un fanion militaire, il ne comporte pas de description officielle et ses règles protocolaires d'utilisation sont laissées à la tradition de la marine maltaise qui tient celles-ci de la Royal Navy.

## Pavillon marchand

Pavillon marchand

Si Malte, du fait de sa position stratégique entre les Alliés et les forces de l'Axe, était le porte-avions insubmersible de la Mer Méditerranée pendant la Seconde Guerre mondiale, elle était, du fait de sa position géographique entre la Méditerranée orientale et occidentale, les chantiers navals de la Méditerranée. Elle est aujourd'hui grâce à son port franc de Marsaxlokk une escale de redistribution des conteneurs pour toute la Méditerranée. Cette activité maritime, héritière de la puissance maritime de l'ordre de Saint-Jean de Jérusalem et de la Royal Navy, a fait du pavillon maltais, le deuxième, en termes de bateaux et de tonnage, après la Grèce et avant Chypre, de l'Union européenne. Le pavillon maltais a été classé en 2005 par la Fédération internationale des ouvriers du transport, l'ITF, comme pavillon de complaisance.

### Historique

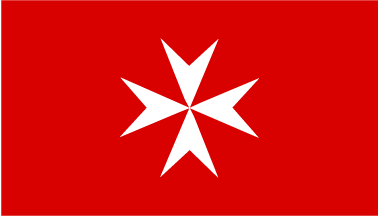
Étendard du grand maître

La tradition historique veut que l'étendard du grand maître de l'ordre de Saint-Jean de Jérusalem comporte sur fond rouge la croix de Malte blanche plutôt que la croix latine du drapeau de l'Ordre. S'il est établi que les deux drapeaux à croix latine et à croix de Malte ont bien coexisté, aucun texte de permet d'infirmer ou de confirmer cette attribution spécifique dont l'interprétation est tirée de gravures sur bois ou d'enluminures d'époque.
Toujours est-il que la jeune République de Malte choisi ce motif pour différencier le pavillon marchand, réservé à la flotte commercial de la marine marchande, du pavillon national, réservé à la force navale de la marine nationale.

### Représentation

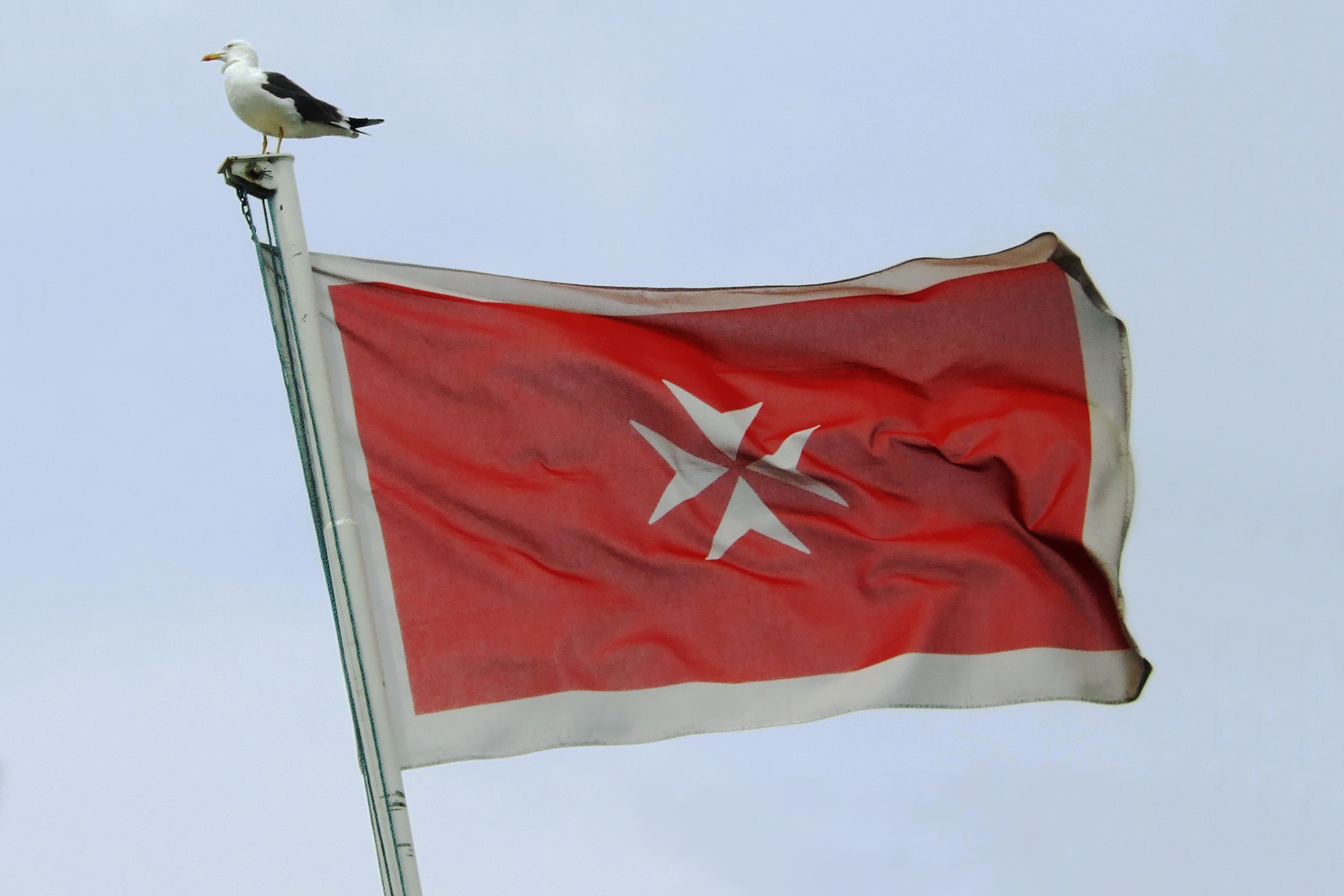
Pavillon national

Le pavillon civil est complètement différent du pavillon ou drapeau national : il reprend le motif de la croix de Malte blanche sur fond rouge. Il est liseré de blanc sur les quatre côtés du pavillon.
Ce pavillon est arboré par les navires marchands, les paquebots de croisière et yachts privés appartenant à des sociétés maritimes ou armateurs maltais et à des particuliers de nationalité maltaise. Mais la législation maltaise autorise l'inscription sous pavillon maltais de navires marchands, de paquebots de croisière et de yachts appartenant à des propriétaires ou armateurs étrangers.

### Enregistrement sous pavillon maltais
Malte offre à la communauté maritime internationale la possibilité de s'inscrire sur l'un des huit plus importants registres maritimes au monde. Si les navires immatriculés à Malte doivent se conformer à toutes les conventions maritimes internationales, ils peuvent bénéficier des avantages suivant :
- exonérations fiscales pour les propriétaires, affréteurs et armateurs de navires maltais de plus de 1 000 tonnes en net, mais cette exonération peut être étendue à des navires de plus petits tonnage ;
- aucune restriction de vente à des ressortissants étrangers de navires immatriculés à Malte ;
- aucune restriction de vente ou de transfert d'actions d'une société propriétaire d'un navire maltais ;
- aucune restriction d'hypothèque en faveur de ressortissants étrangers sur des navires immatriculés à Malte ;
- aucune inspection nécessaire pour les navires de moins de 15 ans, alors que les navires âgés de 16 à 20 ans doivent effectuer une inspection dans un délai d'un mois de l'immatriculation provisoire et cela sans frais d'inspection ;
- aucune restriction de nationalité est imposée au capitaine commandant, aux officiers et à l'équipage.

Le pavillon maltais représente au début de l'année 2008 un tonnage enregistré de 29,5 millions de tonnes comprenant aussi 12 paquebots de croisière, chiffres record depuis la création du pavillon en 1973. Actuellement il y a en plus 210 navires en construction sous pavillon maltais pour un tonnage de 12,5 millions de tonnes.

### Règles protocolaires
Le pavillon maltais ne doit pas être utilisé comme pavillon de courtoisie lors de l'entrée d'un navire étranger dans un port maltais. C'est le drapeau national qui doit faire office de pavillon de courtoisie sur le grand mât.

## Drapeaux personnels
Aujourd'hui le protocole maltais reconnaît officiellement quatre drapeaux personnels, le drapeau de la Reine, chef du Commonwealth, du président de la république, du commandant des forces armées et du commissaire de police. Un drapeau a une existence de fait, celui de l'archevêque.

### Drapeau de la reine

Drapeau de la reine Élisabeth II

Malte est un État souverain membre du Commonwealth depuis son indépendance en 1964. Avant 1974, l'État de Malte était un royaume du Commonwealth et la reine Élisabeth II y avait légalement le statut de chef d'État. En sa qualité de reine de Malte, Élisabeth II disposait officiellement d'un drapeau.
Le drapeau de la reine est constitué du drapeau national de Malte au centre duquel était superposé le monogramme de la reine Élisabeth II, or sur fond bleu entouré d'une couronne florale or.
Après le changement de régime politique du pays en république, ce drapeau n'a été utilisé sur le territoire de la République de Malte que lors de cérémonies où la reine Élisabeth II était présente en sa qualité de chef du Commonwealth.

### Drapeau du président de la République

Drapeau du président de la République

Malte conquiert son indépendance le 21 septembre 1964 et garde à sa tête le souverain du Royaume-Uni. C'est le 13 décembre 1974 que la République de Malte est proclamée. Elle élit à sa tête un président de la République. En sa qualité de président il dispose d'un drapeau personnel. Ce drapeau n'est pas propre à chaque président, il est le même pour tous. Il représente la fonction et non la personne.
Le drapeau du président de la République porte sur fond bleu les armes officielles de Malte cantonné à chaque angle d'une croix de Malte en or. Le drapeau personnel du président de la République, qui se trouve généralement dans son bureau, ou le fanion de sa voiture officiel, est bordé d'une frange en or.
Ce drapeau est utilisé partout où se trouve le président de la République. Il est disposé avec le drapeau national et le drapeau de l'Union européenne dans le bureau du président. Il est hissé en tête de mat sur la résidence occupé par le président.

### Drapeau de l'archevêque

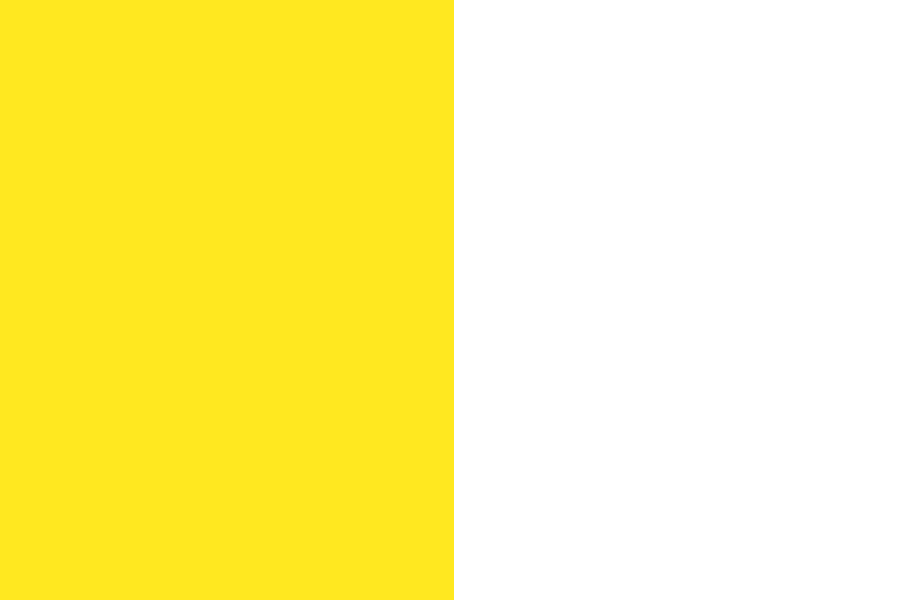
Drapeau de l'archevêque de Malte

L'archevêque de Malte dispose par tradition et aussi maintenant officiellement d'un drapeau. Il n'existe aucune directive officielle pour définir les drapeaux utilisés dans les diocèses catholiques
Le drapeau de l'archevêque de Malte reprend les couleurs du drapeau du Vatican : deux bandes verticales d'égale largeur de couleur or du côté de la hampe et argent de l'autre sans les armes vaticanes, la tiare pontificale et les clés de Saint-Pierre. Une autre différence avec le drapeau du Vatican, tient à la proportion du drapeau de l'archevêque qui est de 2/3 comme le drapeau national de Malte pour 1/1 pour le drapeau du Vatican.
Ce drapeau flotte là où réside l'archevêque. Il est aussi utilisé parmi d'autres drapeaux locaux ou de paroisses lors de fêtes religieuses présidées par l'archevêque.

## Autres drapeaux maltais
L'organisation administrative de Malte découpe le territoire en konsilli lokali (conseil local, l'équivalent des communes françaises). Chaque ville maltaise dispose historiquement d'armes blasonnés qui ont donné naissance à des drapeaux pour les konsilli.